# Maculinea macroconia
Maculinea macroconia är en fjärilsart som beskrevs av Beuret 1949. Maculinea macroconia ingår i släktet Maculinea och familjen juvelvingar. Inga underarter finns listade i Catalogue of Life.